# John Fritz
John F. Fritz (Londonderry, Condado de Chester, Pensilvânia, 21 de agosto de 1822 — 13 de fevereiro de 1913) foi um engenheiro estadunidense. Foi um pioneiro da tecnologia do ferro e aço. Citado como o "pai da indústria do aço dos Estados Unidos". Em celebração a seu aniversário de 80 anos foi lançada em 1902 a Medalha John Fritz, da qual foi o primeiro premiado.